# 异穗薹草
异穗薹草（学名：Carex heterostachya）是莎草科薹草属的植物。分布于朝鲜以及中国大陆的吉林、河南、山东、山西、陕西、黑龙江、河北、辽宁等地，生长于海拔300米至1,000米的地区，多生长在草地、干燥的山坡和道旁荒地，目前尚未由人工引种栽培。